# Volby do Zastupitelstva města Třebíče 2018
Volby do zastupitelstva města Třebíče v roce 2018 proběhly v pátek 5. a v sobotu 6. října.

## Kandidátní listiny
O post starosty města se uchází celkem 11 kandidátů. Jednotlivé strany, hnutí a uskupení kandidovaly v pořadí, které bylo vylosováno:
| číslo | Volební strana                  | Lídr/yně                  | Počet hlasů | Hlasy v % | Mandáty | Bilance |
| ----- | ------------------------------- | ------------------------- | ----------- | --------- | ------- | ------- |
| 1     | KSČM                            | Mgr. Julie Dolejší        | 23069       | 8,27      | 2       | ▼ -2    |
| 2     | Třebíč Občanům!                 | Ing. et Bc. Jaromír Barák | 44167       | 15,84     | 5       | ▲ +2    |
| 3     | ANO 2011                        | Miloš Hrůza               | 40822       | 14,64     | 4       | ▲ +1    |
| 4     | Pro Třebíč                      | Mgr. Pavel Pacal          | 29534       | 10,59     | 3       | ▬ 0     |
| 5     | ČSSD                            | Vladimír Malý             | 17249       | 6,19      | 2       | ▼ -1    |
| 6     | ODS a TnT – Společně za Třebíč! | Mgr. Martina Bártová      | 20221       | 7,25      | 2       | ▲ +1    |
| 7     | Břehy                           | Milan Zeibert             | 24987       | 8,96      | 2       | ▼ -1    |
| 8     | KDU-ČSL                         | Ing. Pavel Janata         | 28185       | 10,11     | 3       | ▬ 0     |
| 9     | SPD                             | Ing. Jan Galbavý          | 8751        | 3,14      | 0       | ▬ 0     |
| 10    | Třebíč můj domov                | Bc. Jan Burda             | 17079       | 6,12      | 2       | ▬ 0     |
| 11    | Společně otevřeme Třebíč        | Roman Pašek               | 24723       | 8,87      | 2       | ▲ +2    |